# Mie Andreasen
Mie Andreasen (født 16. juli 1972) er en dansk filmproducent. Hun vandt en Oscar for bedste kortfilm i 2003 sammen med Martin Strange-Hansen for Der er en yndig mand.
Hun har bl.a. produceret komedien Adams Æbler (2005), Tempelriddernes skat (2006), Tempelriddernes skat II (2007) og tv-serien Lærkevej. 